# Ligne de tramway K (ELRT)
La ligne K est une ancienne ligne du tramway de Roubaix Tourcoing.

## Histoire
Elle est fusionnée vers 1920 avec la ligne G.